# Гойхельгайм
Гойхельгайм (нім. Heuchelheim) — громада в Німеччині, знаходиться в землі Гессен. Підпорядковується адміністративному округу Гіссен. Входить до складу району Гіссен.
Площа — 10,58 км2. Населення становить 7891 ос. (станом на 31 грудня 2020).